# Eisbären Bremerhaven
Maillots
Les Eisbären Bremerhaven, sont un club allemand de basket-ball issu de la ville de Bremerhaven. Le club appartient à la ProA soit le deuxième plus haut niveau du championnat allemand.

## Joueurs célèbres ou marquants
- Terrell Everett
- Anthony Smith
- Marcus Slaughter
- Zachery Peacock
- Devin Searcy
- Philip Zwiener
- Sven Schultze
- Myles Hesson
- Louis Campbell
- Darius Adams
- Torrell Martin